# 于雁军
于雁军（1926年—），曾用笔名远南枝、雁军、予沙，女，吉林伊通人，中国剧作家，曾任中国戏剧家协会理事。